# Hipparchus (cráter marciano)
Hipparchus es un cráter de impacto del planeta Marte situado al oeste del cráter Eudoxus, al norte de Li Fan, al noreste de Ptolemaeus y al sureste de Newton, a 44.9° sur y 147.5º oeste. El impacto causó una depresión de 93.0 kilómetros de diámetro. El nombre fue aprobado en 1973 por la Unión Astronómica Internacional, en honor al astrónomo griego Hiparco de Nicea (sobre el año 160 - 125 a. C.).
|  |  |